# طائرة فائقة الخفة

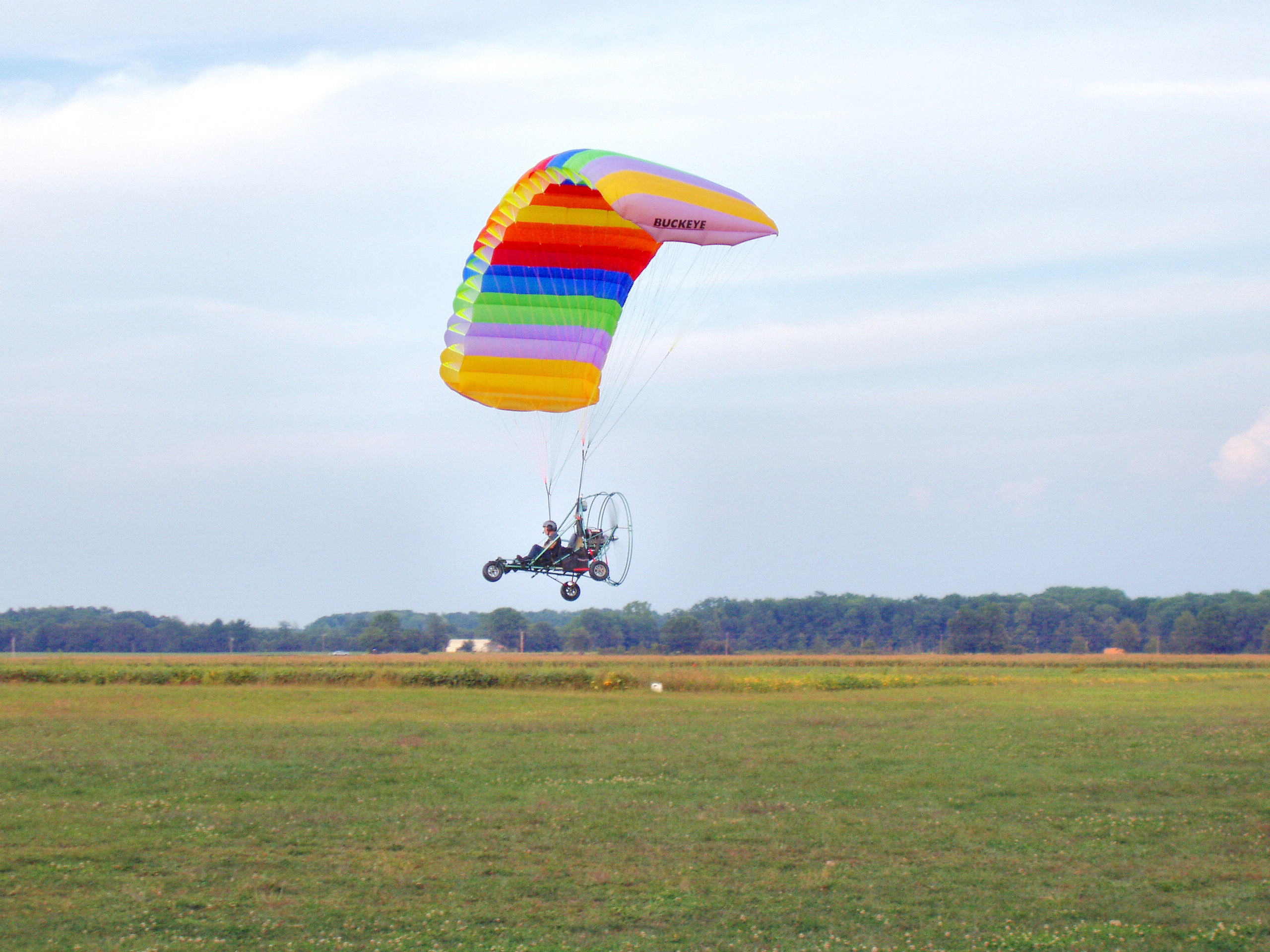
مظلة بمحرك في طيران

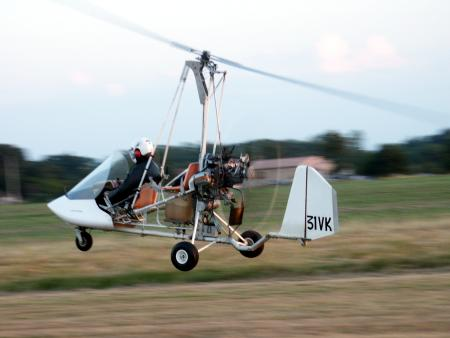
أوتوجايرو عند الهبوط

الطائرات الشديدة الخفة هي آلات طائرة مختلفة الإحجام والأنواع تتميز بخفة وزنها وبتزويدها بمحرك بالوقود أو الكهرباء ويمكن تعريفها أيضا بالطائرات البطيئة والتحليق بها يعد رياضة وتنظم عدة قوانين مثل هذه الانشطة تختلف من بلد لاخر تحدد الأوزان القصوى ومعدلات السرعة وغيرها من المواصفات.

## أنواع الطائرات
- المتعددة المحاور يقترب مظهرها من الطائرات الخفيفة.
- الطائرات الشراعية بمحرك
- مظلة بمحرك وهي مظلات للقفز تستعمل مع محرك.
- أوتوجايرو وهي شبيهة بالمروحية.
- المناطيد الصغيرة وهي مناطيد بتحكم صغيرة جدا خاصة في أوروبا.
- المروحيات الخفيفة في بعض الدول.